# 現象主義
現象主義（げんしょうしゅぎ）独　Phänomenalismus、とは哲学用語のひとつ。
我々の認識の対象は知覚の範囲内で現象として現れるもののみであるという概念。現象主義の立場では意識内に存在するもののみが実となり、世界や自我も知覚現象として説明される。現象主義では感覚として現れない超越的存在は否定されている。その点で、現象からの超越へ到ることに価値を置く現象学とは対立する。